# Distretto di Yamabe
Il distretto di Yamabe (山辺郡, Yamabe-gun?) è uno dei distretti della prefettura di Nara, in Giappone.
Attualmente fa parte del distretto solo il comune di Yamazoe.
| Controllo di autorità | VIAF (EN) 256607560 · NDL (EN, JA) 00635783 |